# Андре, Жорж
Жорж Иван «Жео» Андре (фр. Georges Ivan "Géo" André; 13 августа 1889, Париж, Франция — 4 мая 1943, Танжер, Марокко) — французский легкоатлет, призёр летних Олимпийских игр.

## Биография

### Первые две Олимпиады
Жорж Андре занимался лёгкой атлетикой и регби: как регбист он выступал за клубы «Стад Франсе» и «Расинг 92» на позиции левого крыльевого полузащитника (винга). На Играх 1908 в Лондоне Андре участвовал в двух дисциплинах. Он разделил второе место в прыжке в высоту и пятую позицию в прыжке в высоту с места. На следующей Олимпиаде 1912 в Стокгольме Андре соревновался в шести дисциплинах. В прыжке в высоту с места он стал седьмым, в прыжке в длину с места 14-м, в десятиборье 17-м, в пятиборье 22-м, в прыжке в высоту 23-м и остановился в полуфинале в беге на 110 м с барьерами.

### Две Олимпиады после Первой мировой
Андре участвовал в Первой мировой войне и попал в плен. После шести попыток бегства он смог вернуться к своим войскам и стал военным лётчиком. После окончания войны Андре принял участие в летних Олимпийских играх 1920 в Антверпене. Он стал бронзовым призёром в эстафете 4×400 м, четвёртым в беге на 400 м с барьерами и остановился на полуфинале на дистанции 400 м.
Андре принял решение участвовать и в следующей Олимпиаде 1924, которая прошла в его родном городе Париже, причём он был выбран для произношения олимпийской клятвы во время церемонии открытия Игр. Спортсмен повторил свой успех прошлых Игр и снова стал четвёртым в беге на 400 м с барьерами.

### После игр
С началом Второй мировой войны Андре хотел снова стать лётчиком, но, так как был слишком стар, поступил на службу в пехоту и был убит в боях под Танжером.
Его сын Жак в годы Великой Отечественной войны сражался в составе эскадрильи «Нормандия — Неман», получил звание Героя Советского Союза в 1945 году.